# John Brown Francis

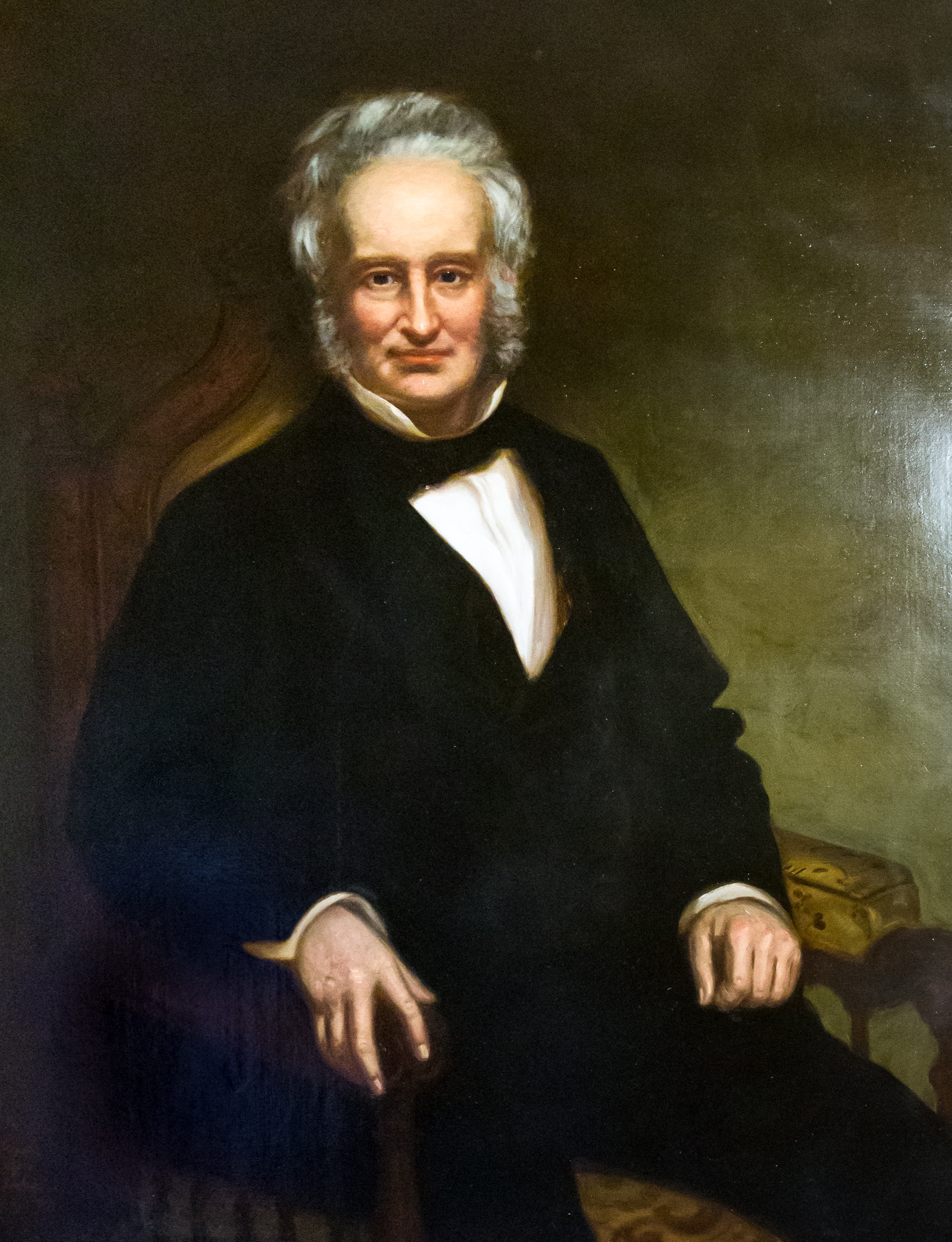
John Brown Francis

John Brown Francis (* 31. Mai 1791 in Philadelphia, Pennsylvania; † 9. August 1864 in Warwick, Rhode Island) war ein US-amerikanischer Politiker und von 1833 bis 1838 Gouverneur des Bundesstaates Rhode Island. Zwischen 1844 und 1845 vertrat er seinen Staat im US-Senat.

## Frühe Jahre
John Francis war Enkel von John Brown, der von 1799 bis 1800 als Abgeordneter dem US-Repräsentantenhaus angehörte. Er besuchte die öffentlichen Schulen in Providence und studierte anschließend bis 1808 an der dortigen Brown University, die von Mitgliedern seiner Familie gegründet worden war. Danach absolvierte er ein Jurastudium. Er hat aber trotz seiner Zulassung bei der Anwaltskammer nie als Jurist gearbeitet.

## Politische Laufbahn
Zwischen 1821 und 1829 war John Francis Abgeordneter im Repräsentantenhaus von Rhode Island. Im Jahr 1831 war er auch Mitglied des Staatssenats. 1833 wurde John Francis als Kandidat der Whig Party zum neuen Gouverneur seines Staates gewählt. Zwischen dem 1. Mai 1833 und dem 2. Mai 1838 absolvierte er dann fünf Amtszeiten. In dieser Zeit wurden ein neues Gesetz zur Kontrolle der Banken verabschiedet, eine Lotterie eingeführt und die Miliz neu gegliedert.
Zwischen 1841 und 1854 war Francis Kanzler der Brown University, deren Kuratorium er bereits seit 1828 angehörte. Nach dem Rücktritt von William Sprague wurde John Francis als Mitglied der Law and Order Party zu dessen Nachfolger als Klasse-1-Senator im Kongress gewählt. Dort beendete er zwischen dem 25. Januar 1844 und dem 3. März 1845 die Amtszeit seines Vorgängers, trat aber nicht zur Wiederwahl an. In dieser Zeit war er Vorsitzender des Committee on Engrossed Bills. Im März 1845 trat dann der neugewählte Senator Albert C. Greene seine Nachfolge an.

## Weiterer Lebenslauf
Nach seiner Rückkehr aus Washington war John Francis zwischen 1845 und 1856 noch einmal Staatssenator in Rhode Island. Danach zog er sich aus der Politik zurück und widmete sich seinen privaten Interessen, wozu nun auch die Landwirtschaft gehörte. Er starb 1864 auf seinem Anwesen „Spring Green“ bei Warwick. John Francis war zweimal verheiratet und hatte insgesamt fünf Kinder.